# 桑名市総合運動公園
桑名市総合運動公園（くわなしそうごううんどうこうえん、Kuwana City Sports Park）は、三重県桑名市大字芳ヶ崎にある都市公園（運動公園）である。
NTN株式会社桑名製作所がネーミングライツ (命名権) を取得し、名称がNTN総合運動公園 (NTNそうごううんどうこうえん) になっている。

## 概要
テニスコートやサッカー場、多目的運動広場などの運動施設のほか、デイキャンプ場もあり、市民の憩いの場となっている。
またNTN陸上競技部、日本フットボールリーグ所属のヴィアティン三重の練習場所になっている。

## 施設
- テニスコート(16面砂入り人工芝・夜間照明付)
- 人工芝サッカー場
- 多目的運動広場
- グラウンドゴルフ場
- デイキャンプ場

## 交通アクセス
桑名市総合運動公園
- 路線バス
  - 三重交通大山田団地バス停から徒歩7分
- 高速バス
  - 三重交通総合運動公園南バス停から徒歩3分
- 車
  - 桑名東ICから約15分
  - 桑名ICから約10分

桑名市総合運動公園サッカー場
- 路線バス・高速バス
  - 三重交通陽だまりの丘(東海郵政研修所前)バス停から徒歩5分
- 車
  - 桑名東ICから約18分
  - 桑名ICから約13分

## 周辺
- 東海郵政研修所
- 桑名カントリークラブ
- 生鮮館やまひこ